# Вежин (Октябрьский район)
Ве́жин (бел. Вежын) — упразднённая деревня в Октябрьском районе Гомельской области Беларуси. В составе Октябрьского сельсовета.

## География
Располагалась в 4 км на юг от д. Гать Ломовичского сельсовета.

## История
В 1909 году урочище Вежин в Бобруйском уезде Рудобельской волости Минской губернии.
Деревня на территории Октябрьского района Гомельской области, уничтоженная немецко-фашистскими оккупантами вместе с жителями во время Великой Отечественной войны.
Перед войной в деревне жило 110 человек.
Во время карательной операции в феврале 1942 года гитлеровцы уничтожили 70 жителей и сожгли деревню (30 дворов).
После войны не возродилась.
На могиле жертв фашизма на месте деревни в 1965 году установлена стела. 
Деревня увековечена в мемориальном комплексе «Хатынь».

## Население
- 1909 год — 3 жителя, 3 двора[3]

## Достопримечательность
- Обелиск на месте деревни Вежин, сожжённой немецко-фашистскими захватчиками в марте 1942 года (номер воинского захоронения 8414)[4].